# سبرنية
سبرنية أو سُفِراتو أو (نقحرة: سوفراتو) هي بلدة ومدينة في مقاطعة قطنصار في منطقة قلورية بجنوب إيطاليا.
سبرنية هي أغنى مدينة في قلورية بالنسبة للفرد وقد شهدت مؤخرًا ارتفاعًا في السياحة منذ عام 2015. كانت المشاريع الأخيرة قيد التنفيذ لاستيعاب هؤلاء السياح الجدد بما في ذلك إضافة Villa Comunale، وتجديد Lungomare Europa وإعادة التشكيل الجارية لطريق التسوق الرئيسي في المدينة، Corso Umberto I، والذي من المقرر أن يكتمل في أواخر عام 2019.

## معرض الصور

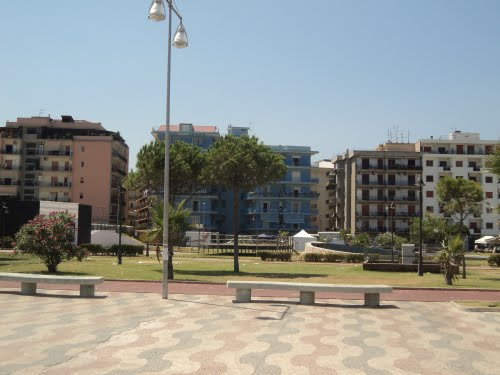
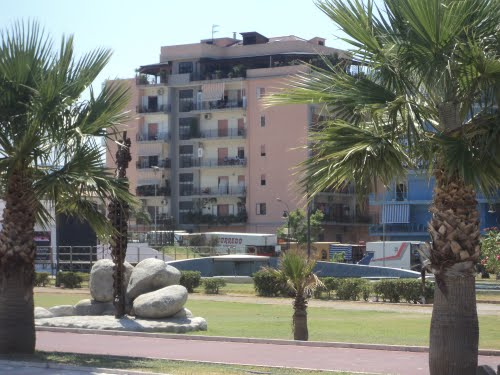
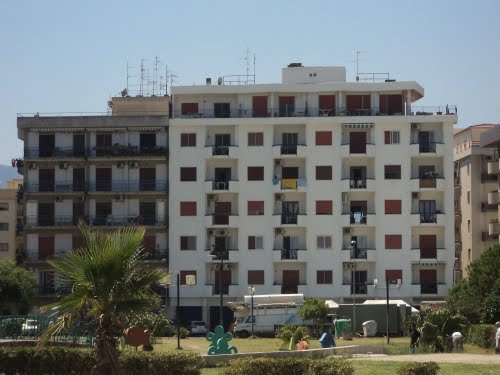